# Бригидівка
Бриги́дівка  (пол. Brygidówka) — село в Україні, у Барській міській громаді Жмеринського району Вінницької області.

## Географія
Селом протікає річка Безіменна, права притока Лядової.

## Історія
У селі виявлено поселення трипільської культури. Поселення розташоване на південно-східній околиці села на схилах мису. Розвідкові розкопи проводилися під керівництвом Рижова С. М. у 1983 році.
Присілок Ялтушкова. Згідно з «Географічним Словником» (1882) у селі мешкало 524 особи.
12 червня 2020 року, відповідно до Розпорядження Кабінету Міністрів України № 707-р «Про визначення адміністративних центрів та затвердження територій територіальних громад Вінницької області», увійшло до складу Барської міської громади.
19 липня 2020 року, в результаті адміністративно-територіальної реформи та ліквідації Барського району, село увійшло до складу Жмеринського району.

## Визначні уродженці
Кочневський Олег Георгійович —український військовик, учасник російсько-української війни
Кочнєвський Богдан Юрійович (2 лютого 2001 — 28 червня 2023) — український військовик, учасник російсько-української війни

## Пам'ятки
У селі є пам'ятки:
- Пам'ятник 96 воїнам-односельчанам, загиблим на фронтах Великої Вітчизняної війни[8], 1991. Пам'ятка розташована у центрі села.